# Scandal (японський гурт)
Scandal (яп. スキャンダル, Sukyandaru; стилізовано SCANDAL) — японський дівочий поп-рок гурт з міста Осака. Склад гурту не мінявся з моменту створення і складається з чотирьох учасниць: Харуна (вокал, ритм-гітара), Томомі (бас-гітара, вокал), Мамі (соло-гітара, вокал), Ріна (ударні, гітара, клавішні, вокал). 

## Історія
Гурт сформували учениці старшої школи в серпні 2006 року. Спочатку вони щотижня давали вуличні концерти в парку замку Осаки. З часом їх почали запрошувати клуби з Осаки, Кіото та інших близьких міст. В 2008 році вони були помічені незалежним лейблом Kitty Records, з яким вони запислали три сингли. 
В жовтні 2008 року гурт підписує контракт з великим лейблом Epic Records Japan, з яким відбувається їхній великий дебют і з яким гурт працює дотепер.
В 2012 році гурт дав концерт на арені Будокан, де встановили рекорд серед дівочих гуртів по швидкості виступу на цій арені з часу дебюту.
Гурт відомий піснями, які були використані в різноманітних аніме, фільмах та комп'ютерних іграх. Найвідомішими є Бліч та Сталевий алхімік. Також гурт має багато концертів в країнах Азії, Європи та Америки.
В 2017 році Харуна, Мамі і Томомі стали офіційними ендорсерами фірми Fender.

### Світовий рекорд Гіннеса
21 серпня 2023 року гурт був занесений до Книги рекордів Гіннеса як найдовший діючий жіночий рок-гурт у тому ж складі.

## Склад

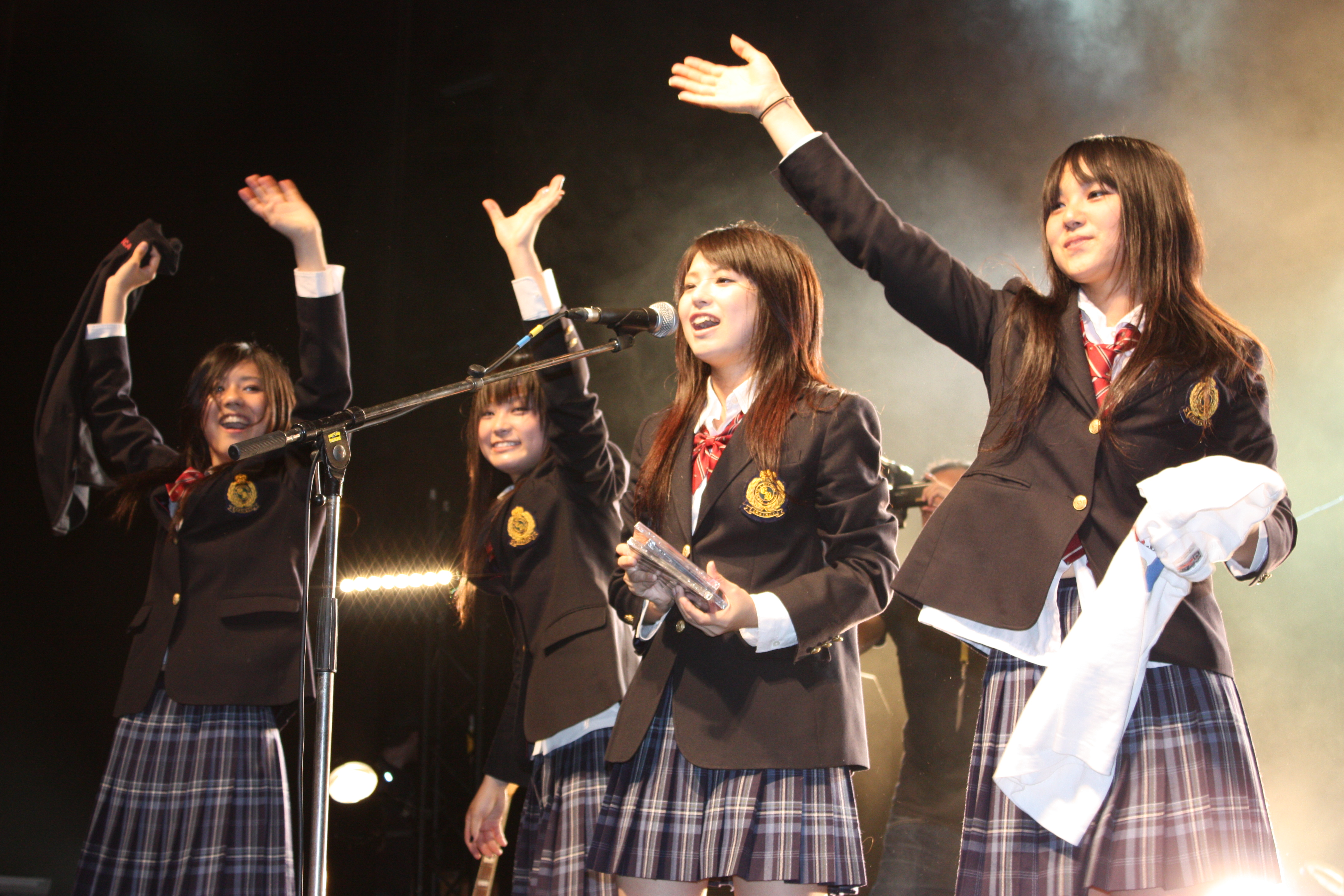
Гурт на початку професійної кар'єри в 2008 році

Як і в більшості інших гуртів в Японії, імена учасниць зазвичай подаються в ромаджі.
Оно Харуна (яп. 小野春菜) — Haruna
- вокал, ритм-гітара
- Дата народження: 10 серпня 1988 (36 років)
- Рідне місто: Наґоя, Японія
- Гітара: Squier Telecaster Haruna HH Model (2012–), Fender Telecaster Thinline Deluxe (2010–)

Сасазакі Мамі (яп. 笹崎まみ) — Mami
- соло-гітара, вокал
- Дата народження: 21 травня 1990 (34 роки)
- Рідне місто: Наґоя, Японія
- Гітара: Fender American Standard Stratocaster HSS (2010–), Gretsch White Falcon Double Cutaway G6136DC (2010–), Squier Mami Jazzmaster (2012–), Gibson Custom Shop Les Paul Standard (2013–), ESP Italia Maranello Speedster II (2011–)

Огава Томомі(яп. 小川ともみ, кириліз.: Огава Томомі) — Tomomi
- бас-гітара, вокал
- Дата народження: 31 травня 1990 (34 роки)
- Рідне місто: Какоґава, Японія
- Бас-гітара: Fender American Standard Precision Bass (2010–), Fender Deluxe Active Precision Bass (2012–), Ernie Ball Music Man 20th Anniversary StingRay Bass (2013–), Fender American Deluxe Jazz Bass (2008–), Squier Tomomi Jazz Bass (2012–), Yamaha BB2024X (2012–)

Сузукі Ріна (яп. 鈴木理菜, латиніз.: Suzuki Rina) — Rina
- ударні, гітара, клавішні, вокал
- Дата народження: 21 серпня 1991 (33 роки)
- Рідне місто: Нара, Японія
- Ударні: Pearl Masters Premium Legend Series (2013–), Pearl Masters Premium Maple Series 4-Ply (2010–2013)
- Клавішні: Roland Juno-D, Roland Juno-G, Sequential Circuits Prophet-5

## Дискографія
- Best Scandal (2009)
- Temptation Box (2010)
- Baby Action (2011)
- Queens Are Trumps: Kirifuda wa Queen (2012)
- Standard (2013)
- Hello World (2014)
- Yellow (2016)
- Honey (2018)
- Kiss from the darkness (2020)
- Mirror (2022)